# Необхідно знати (Доктор Хаус)
«Необхідно знати» (англ. Need to Know)  — одинадцята серія другого сезону американського телесеріалу «Доктор Хаус». Прем'єра епізоду проходила на каналі FOX 7 лютого 2006.

## Сюжет
Марго Долтон, готуючись до вечірки дочки Стелли, починає відчувати страшний біль в руці. Незабаром в неї починають судоми. Форман вважає, що це може бути хвороба Гантінгтона, але Хаус думає, що жінка вагітна. Тести виявляються негативними, тому Форман бере аналіз на Гантінгтона. Також він помічає, що пацієнтка стала дратівливою, що ще раз підтверджує його версію. Проте тест знову негативний, а у Марго трапляється напад агресії. Хаус відхиляє версію Формана і дає розпорядження перевірити будинок Долтонів на наркотики. В будинку Кемерон і Форман нічого не знаходять, але в машині виявляють ритолін, що виписаний для Стелли. Хаус заходить до палати пацієнтки і та зізнається, що приймала ліки, які були виписані для її дочки. Марго виписують, але виходячи з лікарні вона непритомніє. Тим часом Стейсі вирішує продовжити їх з Хаусом стосунки і вони усамітнюються в квартирі Хауса. Через те, що у Марго трапився інсульт Хаус має повернутись назад до лікарні. Він гадає, що здоров'я Марго погіршилось через прийняття ритоліну і ліків проти безпліддя одночасно. Він дає розпорядження зробити УЗД матки. Також Хаус цікавиться у Кемерон чому вона досі не зробила аналіз на ВІЛ. Елісон каже, що знає, що вона не хвора, але насправді просто боїться. Хаус каже їй, що любить її. Вона відкриває рот і той бере слину на аналіз. Хаус просить Стейсі розказати Марку про їх стосунки.
УЗД, яке Хаус наказав зробити, щоб знайти рак, не виявило пухлину. Хаус дає розпорядження зробити біопсію матки. Перед процедурою у Марго починається кровотеча з статевих органів. Чейз швидко робить УЗД живота і виявляє пухлину на печінці. Хаус хоче зробити біопсію пухлини, але Форман заперечує це, так як вона васкулярна. Тим часом до Хауса приходить Марк. Він просить сказати йому, як той буде почуватися коли Стейсі піде від нього.
Хаус і його команда збираються в кабінеті, щоб обговорити ситуацію. Він ставить запитання: чому жінка хоче другу дитину, якщо в неї і так немає часу. Тоді він розуміє, що дитину хоче її чоловік, а вона, не хоче сказати йому правду, тому потайки приймає протизаплідні таблетки. Марго видаляють пухлину, яка, як і думав Хаус, була доброякісна. Лікарі забороняють приймати їй протизаплідні таблетки, але Марго не може сказати чоловіку, що не хоче другу дитину. Аналіз Кемерон на ВІЛ негативний. Обдумавши ситуацію Хаус вирішує сказати Стейсі, щоб вона залишилась з Марком.

## Цікавинки
- В цій серії закінчується чотирьох місячне слідкування Хауса Форманом.